# Allium winklerianum
Allium winklerianum — вид рослин з родини амарилісових (Amaryllidaceae); поширений у Таджикистані, Киргизстані, Узбекистані, Афганістані, Китаї — зх. Сіньцзян.

## Опис
Цибулина куляста, діаметром 0.75–2 см; оболонка чорнувато-сіра. Листків (1)2–4, широко лінійні, коротші від стеблини, (5)10–25 мм завширшки, краї гладенькі або лускато-зубчасті, верхівка гостра. Стеблина 15–40 см, циліндрична, вкрита листовими піхвами лише в основі. Зонтик півсферичний, щільно багатоквітий. Оцвітина дзвонова, від рожево-бузкової до червоно-бузкової; сегменти без чіткої серединки, лінійно-довгасті, 7–10(15) × 2.5–3 мм, верхівка округла. 2n = 16. Період цвітіння: травень — червень.

## Поширення
Поширення: північно-східний Афганістан, Киргизстан, Таджикистан, Узбекистан, Китай — західний Сіньцзян.
Населяє ліси, чагарники, вологі схили; 1000–2500 м.